# Lophochorista lesteraria
Lophochorista lesteraria là một loài bướm đêm trong họ Geometridae.